# 渡神岳
渡神岳（とがみだけ）は、大分県日田市にある山である。標高は1,150.2m。旧版九州百名山のひとつであったが、新版では選に漏れている。津江山系県立自然公園に指定されている。

## 概要
大分県日田市津江地方では、渡神山と釈迦岳（標高1,231m）、御前岳（標高1,209m）とを合わせて津江三山と呼んでいる。また、周囲の山も含めて総称して釈迦連峰と呼ぶこともある。
古くは水晶岳と呼ばれたが、神功皇后が三韓征伐戦勝の礼に神を迎え祀ったことから渡神岳と呼ばれるようになったと伝えられる。山頂には三等三角点が置かれており、また、雨乞いの神事に使われる祠が祀られている。
この山から流れ出す赤石川は、筑後川（上流部は大山川と呼ばれる）の源流のひとつである。